# Boston-Marathon 1984
Der Boston-Marathon 1984 war die 88. Ausgabe der jährlich stattfindenden Laufveranstaltung in Boston, Vereinigte Staaten. Der Marathon fand am 16. April 1984 statt.
Bei den Männern gewann Geoffrey Smith in 2:10:34 h und bei den Frauen Lorraine Moller in 2:29:28 h.

## Ergebnisse

### Männer
| Platz | Athlet            | Land                   | Zeit (h) |
| ----- | ----------------- | ---------------------- | -------- |
| 01    | Geoffrey Smith    | Vereinigtes Königreich | 2:10:34  |
| 02    | Gerald Vanesse    | Vereinigte Staaten     | 2:14:49  |
| 03    | Domingo Tibaduiza | Kolumbien              | 2:15:40  |
| 04    | Juan Zetina       | Mexiko                 | 2:15:41  |
| 05    | Kjeld Johnsen     | Dänemark               | 2:16:36  |
| 06    | Martti Kiilholma  | Finnland               | 2:16:56  |
| 07    | David Olds        | Vereinigte Staaten     | 2:17:05  |
| 08    | Jairo Correa      | Kolumbien              | 2:17:12  |
| 09    | Paul Ballinger    | Neuseeland             | 2:17:39  |
| 10    | Donald Freedline  | Vereinigte Staaten     | 2:17:46  |

### Frauen
| Platz | Athletin                  | Land                   | Zeit (h) |
| ----- | ------------------------- | ---------------------- | -------- |
| 01    | Lorraine Moller           | Neuseeland             | 2:29:28  |
| 02    | Midde Hamrin              | Schweden               | 2:33:53  |
| 03    | Sissel Grottenberg        | Norwegen               | 2:36:07  |
| 04    | Anne Hird                 | Vereinigte Staaten     | 2:37:11  |
| 05    | Tuija Toivonen            | Finnland               | 2:37:43  |
| 06    | Gabriela Andersen-Schiess | Schweiz                | 2:39:28  |
| 07    | Lone Dybdal               | Dänemark               | 2:43:12  |
| 08    | Barbara Moore             | Neuseeland             | 2:43:47  |
| 09    | Sandra Mewett             | Vereinigtes Königreich | 2:44:07  |
| 10    | Lena Hollmann             | Schweden               | 2:45:33  |